# Claude Humbert Piarron de Chamousset
Claude Humbert Piarron de Chamousset, philanthrope français, né à Paris en 1717 au 4 rue Saint-Hyacinthe (aujourd'hui dans le 1er arrondissement de Paris), mort en avril 1773, était maître de la Chambre des comptes, médecin, inventeur et philanthrope. 

## Biographie
Il est le fils de Martial Piarron de Chamousset, conseiller au Parlement de Paris, et de Claude Berthelot de Belloy. Ainé de sa famille, il prit une charge de Maitre des Comptes de Paris. Il consacra sa fortune au service des pauvres et des malades, améliora le régime des hôpitaux et créa à ses frais un hôpital modèle où il supprima l'usage de réunir plusieurs malades dans un même lit. Il fut nommé intendant général des hôpitaux sédentaires de l'armée. Bien qu’il ne fut pas diplômé médecin, il n'hésita pas à traiter des patients dans les couvents et il recevait des personnes chez lui pour les soigner. On lui doit, en outre, plusieurs établissements d'utilité publique, entre autres celui de la petite poste. Il eut la première idée des associations de secours mutuels.
Claude Humbert Piarron de Chamousset est également l'inventeur de la Petite Poste, poste locale de distribution et de relève du courrier dans Paris, autorisée par des lettres patentes de Louis XV du 4 mars 1758. La Petite Poste de Paris fonctionne jusqu'au 30 juin 1780, annexée ensuite par les services de la « Grande Poste », la poste royale, gérée par la ferme générale des postes. 

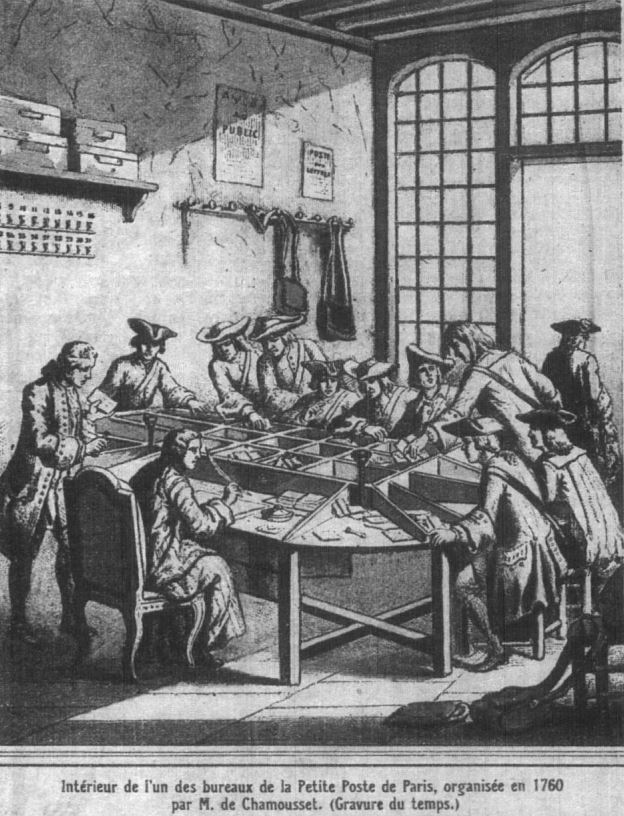
Gravure d'un bureau de poste organisé par M. de Chamousset (1760).

Il fut inhumé dans l'église Saint-Nicolas-du-Chardonnet le 28 avril 1773
Un monument en son hommage fut réalisé par Francis de Saint-Vidal (1840 - 1900), érigé à l'angle de la rue Bonaparte et de la rue de l'Abbaye à Saint-Germain-des-Prés et inauguré le 3 septembre 1900 par le Président Émile Loubet.

## La Petite Poste de Paris
Les petites postes, au sein de leur fonctionnement, opèrent sous l'égide d'un régime de privilège accordé par une confession royale. Les directives et modalités régissant leur exploitation sont consignées dans l'acte de concession émanant de l'autorité du roi. Le laps de temps octroyé pour bénéficier de ce privilège est fixé à une période de trente années. Cette durée devait permettre au détenteur du privilège de recouvrer les frais engagés, étant donné que l'ensemble de l'organisation et des charges afférentes est expressément assigné à sa responsabilité, sans que cela ne génère de dépenses pour le pouvoir royal. 
Ce sont les lettres patentes du 5 mars 1758 accordées par le roi Louis XV à "notre amé et féal, le sieur Piarron de Chammousset, conseiller maître ordinaire en notre Chambre des Comptes de Paris" qui fournissent, pour le XVIIIe siècle, le premier texte en la matière. La lettre patente émise sous le règne de Louis XV en 1758 présente un exposé des avantages inhérents à la nouvelle entreprise, suivie de dispositions spécifiques. Elle exprime la volonté royale d'accorder des faveurs au requérant, reconnaissant ainsi son dévouement envers le bien commun. En vertu de la grâce spéciale et de l'autorité royale, cette lettre approuve et autorise la création d'un service postal exclusif à l'intérieur de la ville de Paris et de ses faubourgs. Cette autorisation octroyée à l'exposant et à ses successeurs leur accorde un droit exclusif sur une période de trente années à compter de l'enregistrement du document, conformément aux termes détaillés ultérieurement. En effet, ce document comprenait 21 articles dans lesquels était prévu, dans le moindre détail, le fonctionnement de la nouvelle administration. En outre, chaque bureau doit timbrer les lettres avant leur dépôt et les acheminer vers un bureau central pour la distribution. Des règles strictes sont établies pour la gestion des envoies, notamment sur les tarifs, la responsabilité des bureaux, la durée de conservation des lettres non distribuées et les amendes pour les envois non conformes.
Les lettres patentes, nécessitant validation par le Parlement de Paris, furent soumises pour enregistrement. Cependant, Chamousset se heurta à un refus. Il est difficile de connaître exactement les conflits que son idée a engendrés. Dans le Mémoire relatif à l'enregistrement des Lettres-Patentes du 5 mars 1758 que Chamousset adressa au Parlement, c'est aux objections venus probablement des Fermiers des Postes qu'il s'efforce d'abord de répondre: "Indépendamment de l'emploi que l'on se propose de faire des produits de la petite poste (emploi qui doit lui asurer le suffrage de tous ceux qui ont encore le cœur sensible aux malheurs de l'humanité) cet établissement ne présente rien dont on puisse se servir pour l'attaquer". Chamousset souligne vivement les préoccupations des Fermiers des Postes vis-à-vis de la petite poste à Paris. Il expose que cette dernière aurait émergée naturellement sans heurt si les Fermiers n'avaient redouté que l'augmentation des envois de lettres internes à Paris ne perturbe leur service en direction des provinces. Il insiste sur le fait que ces Fermiers sont contraints de publier chaque année des avertissements indiquant qu'ils ne prendront pas en charge ces correspondances, signifiant ainsi deux points importants : d'une part, que l'essor de la petite poste n'entrave pas les activités des Fermiers des Postes, et d'autre part, que le public exprime une demande réelle pour ce service, malgré les mises en garde répétées.
Ainsi, les critiques dirigées à l'encontre de la petite poste sont aisément réfutées par le fonctionnement habituel de la poste provinciale. Chamousset souligne que le privilège accordé pour la petite poste, offre ainsi à chacun la liberté de choisir son mode d'envoi de correspondances. Seuls ceux reconnaissant l'utilité de ce nouveau service l'utiliseront, tandis que ceux qui préfèrent une autre méthode pourront refuser les envois par la petite poste. Le mémoire conclut en réfutant d'autres objections : afin de prévenir d'éventuels abus, tels que l'envoi par la petite poste d'articles superflus, il propose simplement d'imposer une condition préalable d'affranchissement. Quant aux préoccupations exprimées concernant les individus défavorisés qui dépendent des commissions qu'ils réalisent à Paris, Chamousset avance l'opinion qu'ils pourraient être plus avantageusement employés en province ou dans les ports, soulignant même le risque que leur présence à Paris représente.  « C'est au coin des rues, constate-t-il, que s'est formée la bande de Raffiat. »
Cotton Des Houssayes affirme dans son éloge de Chamouset que la petite poste fut établie vers la fin de 1758 et que le Parlement finit par enregistrer les lettres patentes du 5 mars 1758. Toujours selon Des Houssayes, bien que le roi lui ait octroyé les bénéfices pour une période de trente ans, ces bénéfices ne furent plus à sa disposition dès 1760. On observa avec convoitise ses profits pourtant légitimes et l'on réussit à convaincre le roi qu'il était juste et opportun de les reprendre à son compte. Par conséquent, le roi prit la responsabilité de cette entreprise et, à titre de récompense et de compensation, octroya à l'inventeur une rente viagère de 20 000 livres sur les revenus, lui offrant également la liberté de léguer la moitié de cette rente à sa mort à des personnes qu'il aurait choisies pour en jouir tout au long de leur vie. Dès la première année, la petite poste avait généré pour M. de Chamousset cinquante mille livres, après déduction de tous les frais.
Cependant, Eugène Vaillé émets l'hypothèse que Piarron de Chamousset ait pu se faire évincer de son privilège, avant même d'avoir pu l'exercer, malgré les affirmations de Cotton de Houssayes dans son éloge en préface des œuvres complètes de Chamousset. Le fait que le Parlement ait validé les lettres patentes aussi rapidement peut en effet paraitre étonnant.
Il fait également état d’un « document manuscrit qui figure dans les archives de l'Administration et qui ne porte ni titre, ni date ni signature mais qui est manifestement de cette époque » semblant être un projet d'accord réglementant les rapports respectifs de la grande et de la petite Poste, et exposant les exigences des Fermiers de la Grande Poste vis-à-vis du nouveau concessionnaire. On voit que pour la première fois, la Ferme générale invoquait dans le dernier article de ce projet, un monopole dont elle ne s'était jamais préoccupée jusque-là, en ce qui concerne des correspondances locales, qui laisse à penser un conflit latent. 
Dans la Déclaration...portant augmentation du tarif des ports de lettres, et établissement d'une poste de ville à Paris du roi du 8 juillet, ni Chamousset ni un quelconque bénéficiaire ne vont être cités. L'inclusion d'une clause visant à instaurer une poste urbaine à Paris, au sein de cet acte, est notoire. Si cette mesure avait été adoptée en faveur de Chamousset, on peut imaginer qu'elle n'aurait pas été insérée dans un document spécifique à la Ferme générale des Postes. Cette déclaration précise que "l'Administration sera faite pour notre compte par le Fermier de nos Postes".
Cette déclaration, sans mention ni référence à Chamousset, à son privilège ou sa durée fut enregistrée le 17 juillet 1759 par le Parlement, toutes chambres assemblées, avec une une réserve spécifique concernant les taxes postales.
Indépendamment de cela, le Plan d'administration pour la Poste de Paris écrit par Chamousset prévoit le lancement de la petite poste pour le 9 juin 1760.
Ce n'est qu'en 1780 qu'un texte confie à la Ferme générale l'exploitation des petites postes.

## Œuvres
- Lettres sur l'usage d'une nouvelle découverte de pâtes, de syrops et de tablettes d'orge (1772)

- Mémoire sur l'établissement de compagnies, qui assureront en maladie les secours les plus abondans & les plus efficaces, à tous ceux, qui, en santé, leur payeront une très-petite somme par an, ou même par mois. (1770)

- Mémoire sur l'établissement de compagnies qui assûreront, en maladie, les secours les plus abondans & les plus efficaces à tous ceux, qui, en santé, leur payeront une très-petite somme par an, ou même par mois (1770)

- Dernier prospectus (1768)

- Suite du Prospectus d'un établissement pour procurer de l'eau pure à Paris (1768)

- Suite de mes prospectus (1768)

- Prospectus d'un établissement pour procurer de l'eau pure à Paris (1768)

- Observations sur la liberté du commerce des grains (1759)

- Avis au public, sur l'éxécution de la poste intérieure de Paris (1759)

- Vues d'un citoyen (1757)

- Deux mémoires : le premier sur la conservation des enfans, et une destination avantageuse des enfans trouvés. Le second, sur les biens de l'Hôpital S. Jacques (1756)

- Exposition d'un plan proposé pour les malades de l'Hôtel-Dieu (1756)

- Maison d'association (1754)

- Avis au public (1754)

- Idée sommaire de la maison d'association (1754)

- Exposition d'un plan proposé pour les malades de l'Hôtel-Dieu (1754)

- Additions et eclaircissemens au Plan d'une maison d'association (1754)

- Plan d'une maison d'association dans laquelle au moyen d'une somme très-modique chaque associé s'assurera dans l'état de maladie toutes les sortes de secours qu'on peut désirer